# Jos Tijssen
Alphons Joseph Godefridus Hubertus (Jos) Tijssen (Roermond, 26 maart 1871 – Kleef, 10 augustus 1923) was een Nederlands tenor.
Hij was zoon van bakker Peter Joseph Hubert Tijssen en Petronella Hubertina Angelina Franssen. Hijzelf trouwde in 1892 met de Rotterdamse zangeres Anna Bremerkamp, die hem in de zangwereld stimuleerde. Zijn broers Henri Tijssen, Jean Tijssen en zus Mina Tijssen (pianiste) waren ook musicus.
Hij kreeg zijn opleiding van zijn broer Henri Tijssen (directeur Muziekschool Roermond) en Joseph Luijten (bisschoppelijk college Roermond). Het zag er echter niet naar uit dat hij zou gaan zingen; onder druk van zijn ouders volgde hij de HBS om zich te ontwikkelen tot notaris. Hij begon ook aan studie in die richting, maar brak die af; deels omdat het vak hem kennelijk niet trok. Hij vertrok naar Brussel om er net als zijn broer Jean aan het conservatorium te gaan studeren. Hij kreeg de docenten Arthur De Greef voor piano, Alphonse Mailly voor orgel, Gustave Huberti voor harmonieleer), Henri Warnots voor zang en Hubert-Ferdinand Kufferath en Adolphe Samuel voor contrapunt en compositieleer. Ook had hij in Amsterdam op aanraden van zijn vrouw zangles van Cornelie van Zanten.

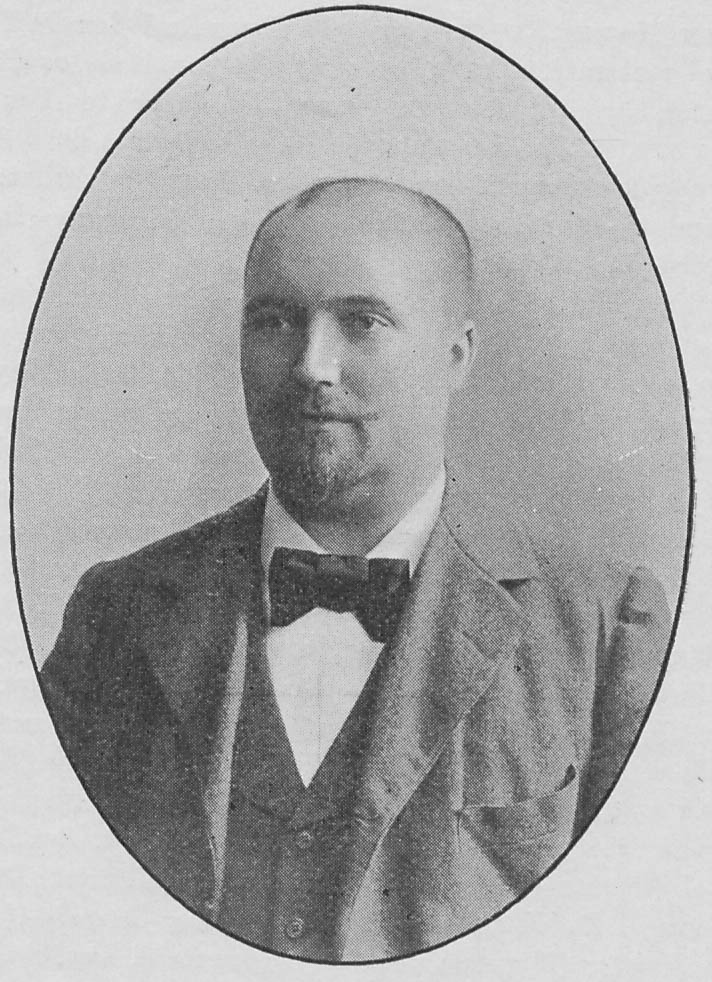
Tijssen in Onze Musici, 1898

Hij sloot zich als solorepetitor en tweede kapelmeester aan bij de Nederlandse Opera van Johannes George de Groot en even later bij het gezelschap van Cornelis van der Linden. Ondertussen trad hij ook in soloconcerten door het gehele land. Zijn naam raakte meer bekend onder andere door als vervanger a prima vista mee te zingen in de Matthäus-Passion onder leiding van Daniël de Lange. Duitsland trok en hij zong heldentenorrollen vanaf 1902 in Frankfurt am Main, Hamburg en weer Frankfurt. In 1904 zong hij in Bayreuth. Rond 1912 trok hij naar het keizerlijke theater in Kiel. In dezelfde tijd organiseerde hij de Rotterdammer Maifesten. Tijdens de Eerste Wereldoorlog trok hij zich terug in Nederland en werd hoofddocent zang aan het Conservatorium van Amsterdam, maar vestigde zich daarna in Kleef, waar hij nog de Concertvereeniging oprichtte. Tussen 1896 en 1919 zong hij 25 maal bij het Concertgebouworkest, waar hij dikwijls zong onder Willem Kes Anton Tierie en Willem Mengelberg.
Hij schreef zelf ook wat muziek, waaronder Amstel bij maneschijn, Lied van mulder Jan en Vorbei (opus 21).
Hij vond zijn eind in Kleef (hij reisde frequent op en neer naar Amsterdam), waar hij op 6 mei 1923 bij zijn woning aan de Nassauer Allee door aangeschoten jongelui dermate zwaar werd mishandeld dat hij drie maanden later overleed aan de messteken en schedelbreuk. De hoofddader werd opgepakt en kreeg vier jaar gevangenisstraf. Tijssen werd begraven in Kleef, waarbij Anton Tierie, directeur van het Amsterdams Conservatorium, een rede hield. Zowel de vechtpartij, het overlijden, de begrafenis en het strafproces werd in de gehele Nederlandse pers uitvoerig behandeld.

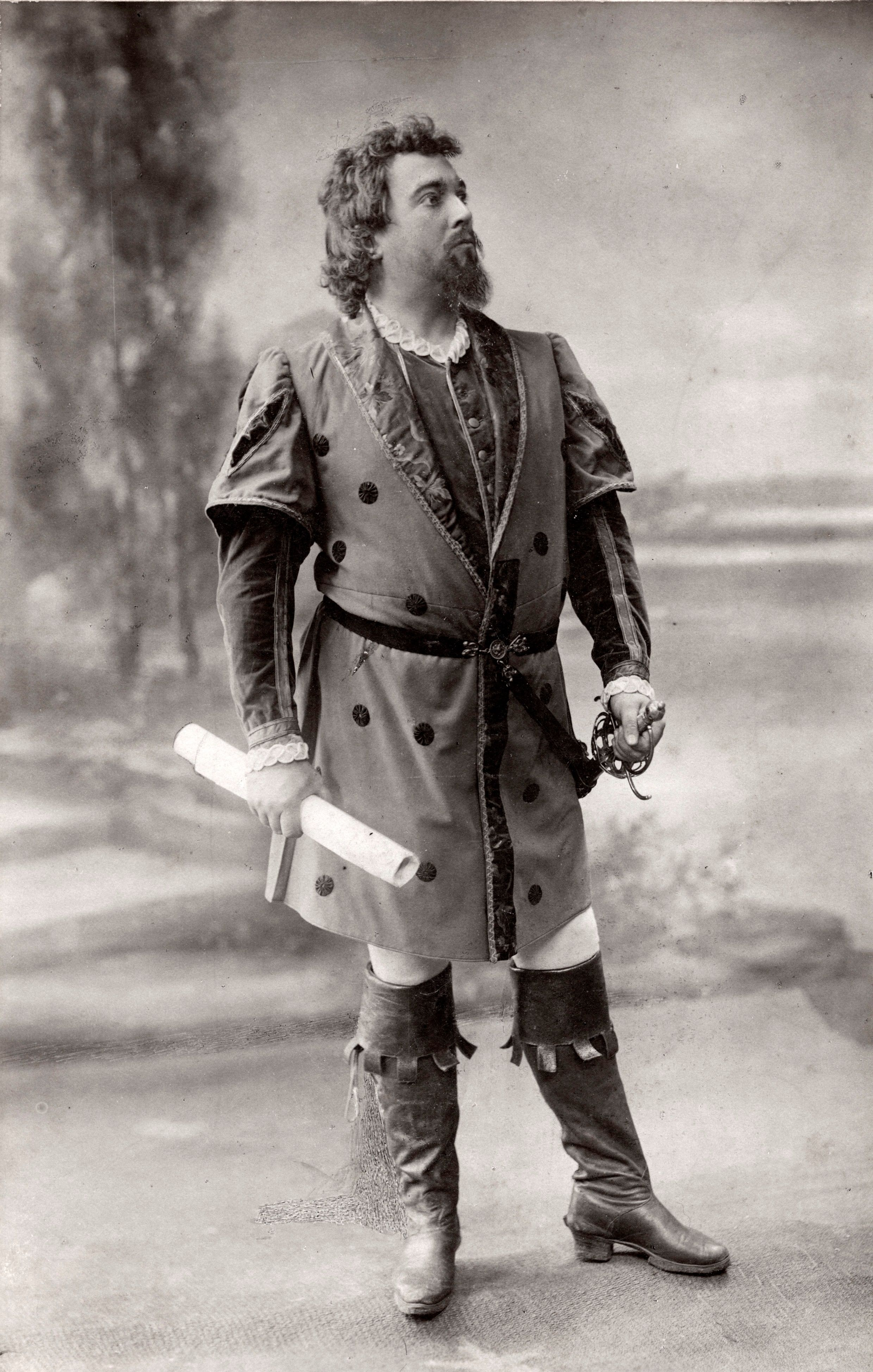
Jos Tijssen als Sigmund in de Walküre